# Pla de Mallorca
Pla de Mallorca è una comarca di Maiorca, nelle Isole Baleari, di 54.147 abitanti, che ha come capoluogo Santa Margalida. Non ha un riconoscimento giuridico in quanto tale, ma i suoi comuni sono raggruppati nella Mancomunitat del Pla de Mallorca.

## Comuni
| Comune               | Abitanti |
| -------------------- | -------- |
| Algaida              | 4.827    |
| Ariany               | 839      |
| Costitx              | 1.023    |
| Lloret de Vistalegre | 1.249    |
| Llubí                | 2.202    |
| Maria de la Salut    | 2.161    |
| Montuïri             | 2.749    |
| Muro                 | 7.058    |
| Petra                | 2.856    |
| Porreres             | 5.272    |
| Sant Joan            | 1.956    |
| Santa Eugènia        | 1.562    |
| Santa Margalida      | 11.207   |
| Sencelles            | 3.006    |
| Sineu                | 3.398    |
| Vilafranca de Bonany | 2.782    |